# Salton Sea (film)
Pour l’article homonyme, voir Salton Sea.
Pour plus de détails, voir Fiche technique et Distribution.
Salton Sea (The Salton Sea) est un film américain réalisé par D. J. Caruso, sorti en 2002.

## Synopsis
Tom Van Allen (Val Kilmer) est trompettiste, en quête de revanche. Danny Parker (Val Kilmer) est un indic, drogué aux métamphétamines. Alors que le premier s'enferme dans sa mélancolie et son désir de vengeance, le second se lie d'amitié avec Jimmy (Peter Sarsgaard) et monte un "deal" avec Pooh-Bear (Vincent D'Onofrio). Et le malheur veut que Danny et Tom ne soient que deux facettes d'un même homme, tourmenté par la mort de sa femme, par deux narco-flics véreux (Anthony Lapaglia et Doug Hutchison) et  par les soucis de couple de sa voisine (Debra Kara Unger).

## Fiche technique
- Titre : Salton Sea
- Titre original : The Salton Sea
- Réalisation : D. J. Caruso
- Scénario : Tony Gayton
- Production : Ken Aguado, Frank Darabont, Eriq La Salle, Butch Robinson et Jim Behnke
- Sociétés de production : Castle Rock Entertainment, Darkwoods Productions et Humble Journey Films
- Budget : 18 millions de dollars
- Musique : Thomas Newman et Gil Evans
- Photographie : Amir M. Mokri
- Montage : Jim Page
- Décors : Tom Southwell
- Costumes : Karyn Wagner
- Pays d'origine : États-Unis
- Format : Couleurs - 1,85:1 - DTS / Dolby Digital / SDDS - 35 mm
- Genre : Thriller, drame, Action
- Durée : 103 minutes
- Dates de sortie : 12 février 2002 (Canada), 26 avril 2002 (États-Unis), 28 août 2002 (France), 4 décembre 2002 (Belgique)
- Film interdit aux moins de 12 ans lors de sa sortie en France

## Distribution
- Val Kilmer (VF : Philippe Vincent) : Danny Parker / Tom Van Allen
- Vincent D'Onofrio (VF : Eric Herson-Macarel) : Pooh-Bear
- Adam Goldberg (VF : Stéphane Ronchewski) : Kujo
- Luis Guzmán : Quincy
- Doug Hutchison (VF : David Kruger) : Gus Morgan
- Anthony LaPaglia (VF : Philippe Peythieu) : Al Garcetti
- Glenn Plummer (VF : Frantz Confiac) : Bobby
- Peter Sarsgaard (VF : Stéphane Marais) : Jimmy le Finlandais
- Deborah Kara Unger (VF : Odile Schmitt) : Colette
- Chandra West : Liz
- B. D. Wong : Bubba
- R. Lee Ermey : Verne Plummer
- Shalom Harlow (VF : Natacha Muller) : Nancy
- Shirley Knight : Nancy Plummer
- Meat Loaf : Bo
- Danny Trejo : Little Bill

## Autour du film
- Le tournage s'est déroulé du 24 avril jusqu'au mois d'août 2000 à Hollywood, Los Angeles et Salton Sea.

## Bande originale
- Saeta, interprété par Terence Blanchard
- Let's Dance, interprété par Benny Goodman and His Orchestra
- Brand New Wagon, interprété par Count Basie
- I Fall to Pieces, interprété par Patsy Cline
- Ain't That a Kick in the Head, interprété par Dean Martin
- Funk 49, interprété par James Gang
- Man Overboard, interprété par Blink-182
- Lovin' You, interprété par Minnie Riperton
- Let Forever Be, interprété par The Chemical Brothers
- Stars and Stripes Forever, interprété par The New Sousa Band
- I Want a Little Sugar in My Bowl, interprété par Nina Simone
- Silver Threads and Golden Needles, interprété par Linda Ronstadt
- Walk on the Wild Side, interprété par Lou Reed
- Learn to Yodel, interprété par Cathy Fink et Tod Whittemore
- My Weakness, interprété par Moby
- Mourning, interprété par Tantric

## Récompenses
- Prix du meilleur acteur (Val Kilmer) lors des Prism Awards 2003.